# Blanche Bates
Blanche Bates (Portland, 25 agosto 1873 – San Francisco, 25 dicembre 1941) è stata un'attrice statunitense.

## Biografia
Blanche Bates nacque il 25 agosto 1873 a Portland, figlia del direttore di teatro Frank M. Bates e dell'attrice Eliza Wren. Eliza Wren abbandonò la sua città natale, Buffalo, all'età di diciassette anni, per unirsi alla compagnia teatrale in Richmond.
Popolare attrice teatrale del primo Novecento, Blanche Bates visse i suoi primi sette anni di vita in Australia, dove lavorarono i suoi genitori, esordì per la prima volta in tournée in California, dal 1894 al 1898,, apparve a New York nel 1897 con l'impresario Augustin Daly, e nell'arco della sua carriera realizzò solo tre film muti.
Attrice preferita dell'importante impresario teatrale David Belasco, con il quale diventò una prima donna teatrale, interpretò con successo il ruolo di protagonista femminile in numerose opere, dal racconto di John Luther Long, Madame Butterfly, adattato da David Velasco per il teatro in una tragedia, al dramma di David Belasco, dal titolo The Girl of the Golden West (1905), entrambe meglio conosciute come le fonti delle opere popolari di Giacomo Puccini, La fanciulla del West e Madama Butterfly;ottimi consensi ottennero anche The Darling of the Gods e Sotto due bandiere.
Si sposò dapprima con George Creel, con il quale ebbe due figli, George e Frances, e successivamente con il tenente Milton F. Davis.
Quando si separò da David Belasco, non sempre riuscì a ripetere nella sua carriera successi così clamorosi,successi che furono dovuti anche al suo magnetismo, alla sua simpatia, alla sua spontaneità, alla sua determinazione.
Nel 1926 diede l'addio al palcoscenico per dedicarsi alla sua famiglia.
Blanche Bates morì il 25 dicembre 1941 a San Francisco, in California.

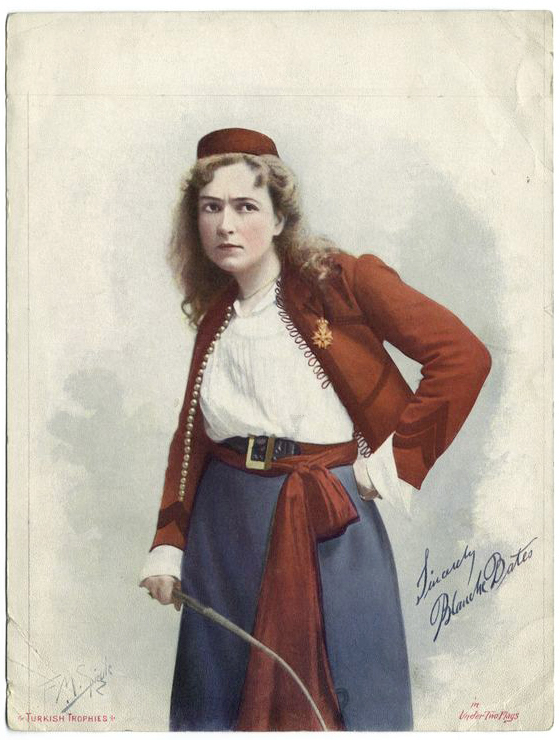
Blanche Bates nel 1901
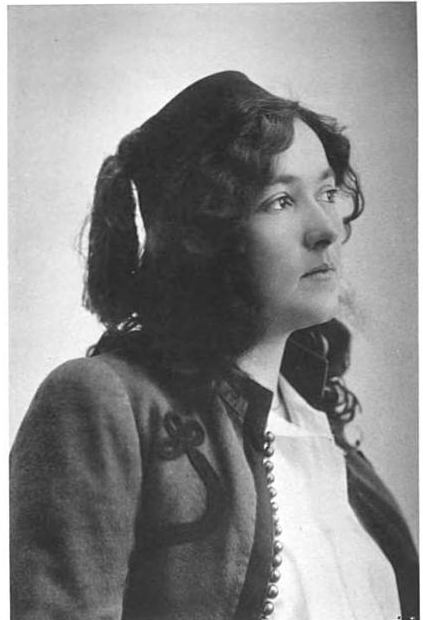
Blanche Bates nel 1901
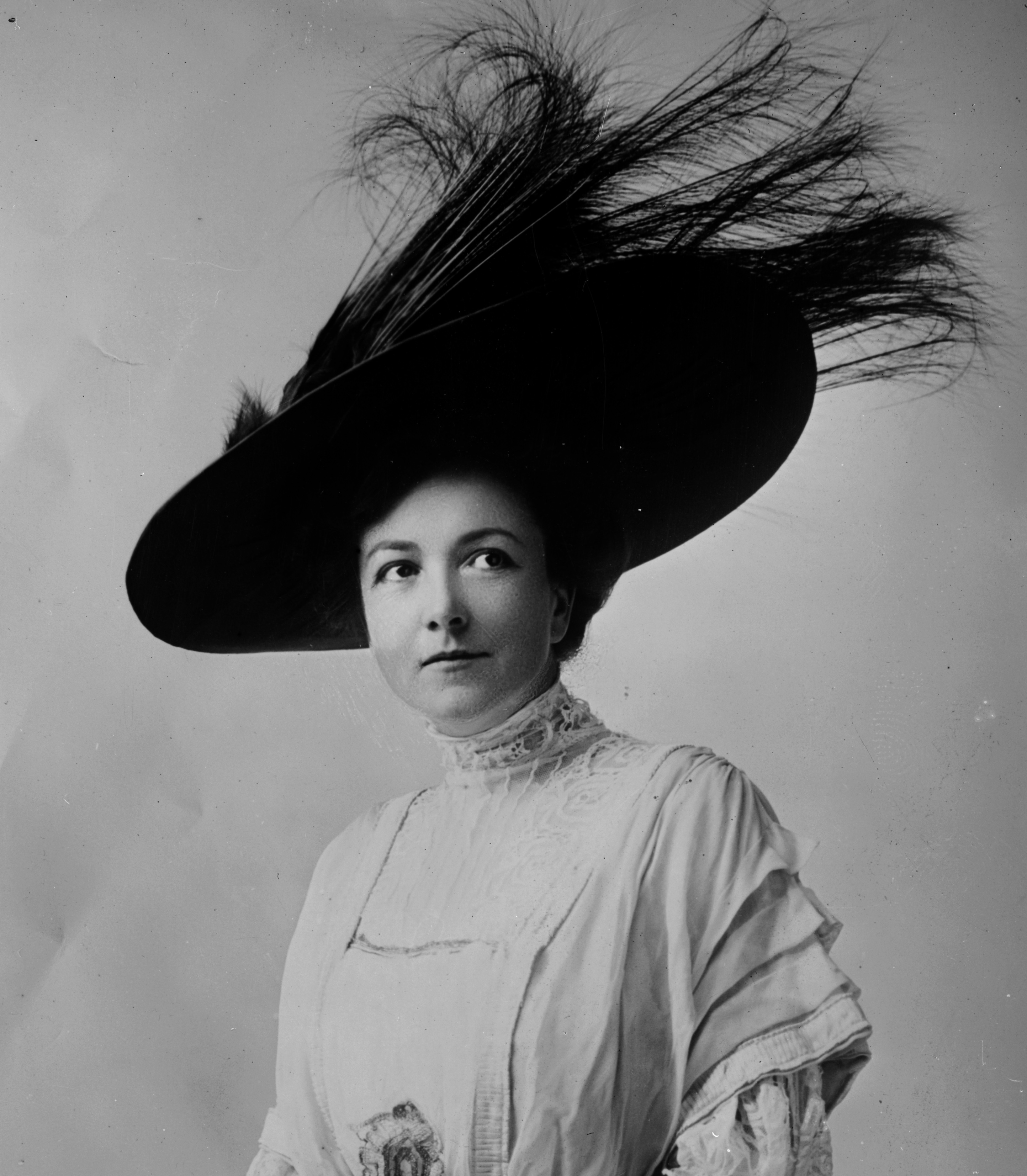
Blanche Bates nel 1908-1909
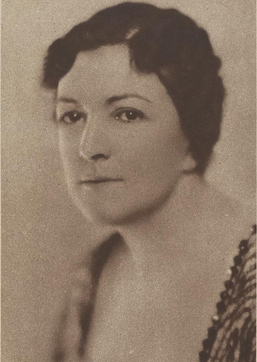
Blanche Bates nel 1921